# Olive Emil Wetter
 Olive Emil Wetter (* 1980 in Bern) ist ein Schweizer Pianist, Klavierlehrer und Psychologe.

## Leben
Er nahm im Alter von viereinhalb Jahren ersten Klavierunterricht. 1997 begann er das Studium an der Hochschule der Künste Bern, wo er unter anderem in der Meisterklasse von Bruno Canino studierte und mit Lehr- und Konzertreifediplom abschloss. Während dieser Zeit genoss er Kammermusikunterricht unter anderem bei Jörg Ewald Dähler. 2003 begann er parallel zu einem Gaststudium an der Hochschule für Musik und Theater Hannover bei Martin Dörrie das Studium der Psychologie, Psychopathologie und Anglistik an der Universität Zürich.
Er gewann Preise als Solist und Kammermusiker bei Wettbewerben in Bern, Zürich und Basel und wirkte unter anderem in Aufführungen unter Marc Kissóczy und Jürg Wyttenbach mit. Unter seinen Kammermusikpartnern sind Bettina Sartorius der Berliner Philharmoniker und Paul Moser, ehemals Konzertmeister vom Berner Symphonie Orchester. In eigenen Projekten fördert er interdisziplinäre Zusammenarbeit, etwa mit Moderatoren wie Kurt Aeschbacher und Nina Havel.

## Aufnahmen
Bis dato liegen fünf CD-Einspielungen vor; darunter eine „Winterreise“ sowie einige Erstaufnahmen von Werken zeitgenössischer Schweizer Komponisten.
| Personendaten    | Personendaten                                   |
| ---------------- | ----------------------------------------------- |
| NAME             | Wetter, Olive Emil                              |
| KURZBESCHREIBUNG | Schweizer Pianist, Klavierlehrer und Psychologe |
| GEBURTSDATUM     | 1980                                            |
| GEBURTSORT       | Bern                                            |